# 嵩丸
嵩丸（たかまる、本名：福島 嵩仁〈ふくしま たかまさ〉、1985年6月14日 - ）は、日本の忍者、YouTuber、忍者研究者。B型。甲賀流忍者検定上級（甲賀忍術研究会主催資格）。伊賀流忍者検定1級。国際忍者学会役員。甲賀忍術研究会所属。日本忍者協議会所属。

## 来歴
千葉県松戸市に生まれる。幼い頃に見た『落第忍者乱太郎』および『忍たま乱太郎』に影響を受け、忍者に興味を持つ。
法政大学法学部を卒業して2008年ヤフージャパンに入社した。当初の配属先は法務部だった。社会人2年目頃、東京で外国人向けに忍者体験プログラムを提供していた道場で手裏剣の使い方などを習い、忍者のとりこになったという。6年目にヤフオク！カンパニーに異動して新規事業開発などに携わる。2018年に退職した。当時、将来やりたいことを100個書き出してみたところ、そのほとんどが忍者に関連することだったため、退職を決意したという。また、仕事のかたわらで忍者イベントへの参加やメディア情報記事の執筆、数々の忍者との交流等を行っていた結果、「嵩丸は複数人いる」「忍者あるところに嵩丸あり」と噂が立っていた。
2015年から忍者ニュースメディア「Ninjack.jp」の編集長を務める。
2018年に日本忍者協議会に加入する。国際忍者学会でも役員をつとめ、会誌である「忍者研究」にて毎年の忍者界の動向他、研究論文等を発表している。
2019年に「忍者による忍者のためのユーチューブチャンネル」を謳う「NinTube」を開設した。開設後、しばらくは一人で忍術解説や忍者関連メディアの紹介、現代で活躍する忍者へのインタビュー等の動画作成・運営を行うも、一度休止となる。その後、2021年に甲賀流忍者軍団瀧組・主宰北斗白影を迎え、新たにコンビでの活動を開始。忍術書に記載されている内容を読み解き実践する動画、および週に一度の生配信、弟子のVtuber嵩芽のゲーム配信などを行っている。2023年2月22日（忍者の日）に「登録者2222人まで耐久九字切り」の配信を行い、登録者2222人を達成した。
2018年春から三重大学大学院人文社会科学研究科・地域文化論専攻忍者忍術学コース修士課程に学び、2021年3月に2人目の修了生となる。最初の2年間は東京から三重まで始発で大学に通っていた。修士論文のテーマは、江戸時代に書かれたとされる忍術秘伝書『万川集海（ばんせんしゅうかい）』の成り立ちについて。
大学院修了と同年に滋賀県甲賀市に移住し、甲賀市地域おこし協力隊に入隊した。甲賀を伊賀に負けない忍者観光地に仕立て上げ、ひいては忍者界全体を盛り上げたいと考えている。同年、「ウエルネスツーリズムプロデューサー養成講座2021」ビジネスプランコンテストにて甲賀の三霊山を活用した忍者修行×健康増進プランを提案し、最優秀賞を獲得した。
2022年に、日本三大忍術伝書『万川集海』の元になったとされる忍術書『間林清陽（かんりんせいよう）』の写本を発見して、各種のメディアにて取り上げられた。同年、甲賀市地域おこし協力隊として、忍者と武士にふんした50人ずつが戦うサバイバルゲームイベント「忍夜討　甲賀・水口岡山城の戦い」を企画した。2023年には甲賀市地域おこし協力隊として、モンスターハンターと甲賀市のコラボイベントを企画する。同ゲームを楽しむ20 - 30代の若い世代にも甲賀市をアピールすることに成功した。
2023年8月1日、交際していた女性との婚姻届を出し、9月30日に忍者にゆかりの深い油日神社にて結婚式、および元服式を行う。式は百人の現代忍者を招待した忍者結婚式としてテレビや新聞のメディアで報道された。
2024年3月で甲賀市地域おこし協力隊の任期を満了し、その後もしばらくは甲賀市の盛り上げに貢献したいと話した。4月からは新たに甲賀市地域プロジェクトマネージャーに就任し、引き続き地域振興貢献や「甲賀流忍者調査団～忍者ファイターズ～調査・研究・情報発信事業」プロジェクトのマネジメント等をおこなっている。
同年3月より、甲賀市に拠点を置くテレビ局あいコムこうかにて冠番組「NINJA MISSION TV それいけ！たかまる」が放映開始。初回放送には甲賀市長である岩永裕貴、第二回には演歌歌手である吉幾三との共演を果たしている。
同年5月27日、自身を代表取締役として株式会社Ninjackを設立し、NinTubeでパートナーとして活動している北斗白影が取締役となる。忍者の忍者による忍者のための会社とし、事業内容は「忍者に関するあらゆる事業」を掲げている。
同年9月1日、以前より趣味で古文書・史料などをもとに全国の忍術を集めて作成していたデータベースを、忍者情報サイト「忍びの館」との合同プロジェクトとして公開。

## 人物
先祖が島原の神社の神主だったらしく、島原天草一揆で島原へ移住した甲賀忍者の末裔だったら嬉しい、と語っている。
2022年時点では、尾張藩に仕えた甲賀忍者が代々住んでいたという甲賀市の古民家に居住する。
忍者に関連するもの以外に興味がなく、忍術書に載っていないものは忍術だと認めないので、武術はやや苦手としている。ただし、口伝等の事例があるため、忍術書に載っていないものが全て嘘だとは思っていない。
愛用のバイクは名前故にカワサキ・ニンジャである。
結婚前にライブ配信で「好みの女性のタイプは」と質問され、「好きな芸能人は叶姉妹」と回答したことがある。

## 出演
- キャッチ!（2017、中京テレビ放送）
- あさいち（2018、日本放送協会）
- 本能Z（2019年6月12日、CBCテレビ）[33]
- TVチャンピオン極 〜KIWAMI〜「日本一城マニア決定戦/日本の名城マニア決定戦」（2019年5月14日、BSテレビ東京）
- ダーツライブ「NINJA TRAINER」遊び方説明ビデオ[34]
- あいこむランド「甲賀Lovers」（2021年5月5日～9日、あいコムこうか）[35]
- おうみ発630「しがばな」（2021年6月3日、NHK大津放送局）[36]
- 小島一宏 モーニングッド!（2021年、東海ラジオ放送）
- きらめきこうか(2021年9月4日～10日、あいコムこうか）[37]
- あいコムらんど「あいコムこうか10周年記念」（2021年12月6日～12日、あいコムこうか）[38]
- ちょい足し（2021年、CBCテレビ）
- 関西ラジオワイド（2022年7月8日、NHKラジオ）[39]
- 最新研究！歴史フロンティア　令和の新発見ランキング（2023年、BSフジ）[40]
- NINJA〜忍び者の生きる道〜　第三・四・八・十巻（2023年、三重テレビ）[41]
- いいいじゅー!!（2023年3月28日、NHK）[31]
- NINJA MISSION TV それいけ！たかまる（2024年3月-、あいコムこうか）
- 天才てれびくん「日本全国！つないでジモQ」（2024年4月22日、NHK）[42]
- 英雄たちの選択「シリーズリアル忍者」(2024年、NHK-BS）[43]
- NHKのど自慢（2024年7月14日、NHK）[44]
- キラスマ（2024年10月8日、朝日放送テレビ）[45]
- 歴史探偵「忍者サバイバル！」(2024年12月11日、NHK）[46]
- ラヴィット！(2025年2月14日、TBS）[47]
- 勇さんのあいコムランド「忍者の里に誕生！甲賀53家おもてなし忍者隊SP!」（2025年4月21日あいコムこうか）[48]

## 企画・監修
- アイデス「NINJA SPORTS TOY」コンセプト企画サポート（2019年）[49]
- ゲーム「忍メン-Shinomen-」キャラクター設定サポート（2019年）[50]
- 甲賀市観光まちづくり協会「甲賀五十三家おもてなし忍者隊」プロデュース・運営(2025年）[51]

## 執筆
- 2020〜 読売新聞「三重大学発！忍び学でござる」連載
- 2023　甲南地域史研究会『地域の歴史Ⅵ』　「葛木区有文書から発見された『間林清要』とは」
- 2024　広報こうか「日本遺産認定のまち　忍びの里伊賀・甲賀」[52]

## 関連書籍
- 月刊秘伝2020年3月号「学問から秘術を解明する「忍者・忍術研究」の最前線」[53]
- 月刊秘伝2020年7月号「大和躰道」[54]
- 三重大学国際忍者研究センター 著、山田雄司 編 『忍者学研究』中央公論新社、2022年2月。ISBN 9784120054990
- 三重大学国際忍者研究センター 監修、山田雄司 編 『忍者学大全』東京大学出版会、2023年2月。ISBN 9784130533034
- 滋賀県甲賀市教育委員会　編、『木村本家文書―尾張藩甲賀者関係資料―軍法間林清陽巻中』、2023年。[55]